# Генрих Алоиз Лихтенштейнский
Принц Генрих Алоиз Лихтенштейнский (нем. Heinrich Aloys Maria Joseph; 21 июня 1877 Холленег, Австро-Венгрия — 16 августа 1915, Варшава, Российская империя) — принц дома Лихтенштейнов, сын Альфреда Лихтенштейнского и принцессы Генриетты Лихтенштейнской. Дядя Франца Иосифа II. Участник Первой мировой войны. 

## Биография
С началом Первой мировой войны поступил добровольцем в австро-венгерскую армию и был убит в бою под Варшавой 16 августа 1915 года во время Великого русского отступления. Принц Генрих стал самым высокопоставленным представителем Дома Лихтенштейнов, погибший в бою. 
Стремясь сохранить нейтралитет княжества, власти Лихтенштейна официально заявили, что павший принц являлся австрийским генералом и не представлял интересы Лихтенштейна. Через американского посла в Вене княжество доводило до сведения международного сообщества свою позицию нейтралитета, подкрепленную предоставлением убежища дезертирам и отказом удовлетворить требования Австро-Венгрии об их выдаче. Несмотря на это, экономические санкции против Лихтенштейна не были сняты, что тяжело отразилось на благосостоянии населения.
Принц Генрих остался неженатым и не имел потомства.